# Волошка овеча
Волошка овеча, блават овечий (Centaurea ovina) — вид квіткових рослин родини айстрових (Asteraceae). Ареал: Іран, Північний Кавказ, Грузія, Вірменія, Азербайджан.

## Біоморфологічна характеристика
Квіткові голови стійкі після цвітіння; обгортки видовжено-яйцюваті, 5–8 мм завширшки; придатки блідо-коричневі або бурі; 12–20 центральних квіточок.